# Sphenopus ehrenbergii
Sphenopus ehrenbergii är en gräsart som beskrevs av Heinrich Carl Haussknecht. Sphenopus ehrenbergii ingår i släktet Sphenopus och familjen gräs. Inga underarter finns listade i Catalogue of Life.